# 凤岗镇 (怀集县)
凤岗镇，是中华人民共和国广东省肇庆市怀集县下辖的一个乡镇级行政单位。

## 行政区划
凤岗镇下辖以下地区：
凤岗社区、新乡村、龙凤村、金坪村、四村、麦村、上坑村、下坑村、桃花村、马头村、石湾村、龙门村、碲下村、上良村、桂坑村、黄石村、孔洞村、麻地村、利民村、白坭村和欧上村。

## 中国传统村落
2013年8月，孔洞村被评为第二批中国传统村落。